# 女孩我最大
《女孩我最大》（英語：Girls）是一部美國的電視影集，於2012年4月15日在HBO頻道首播。由莉娜·丹恩創作並主演，《女孩我最大》是以住在紐約市的一群年輕人好友為中心展開的劇情喜劇。影集的背景與主要角色設定是取材自丹恩的真實生活經驗。
《女孩我最大》第五季影集在2016年2月21日首播，HBO於2017年播出第六季也是最後一季的影集。

## 劇情大綱
住在紐約市的漢娜（Hannah）是一位充滿抱負的年輕作家。自漢娜兩年前從歐柏林學院畢業後，她的父母一直持續提供她經濟上的資助。但某天漢娜的雙親突然從密西根州東蘭辛市來訪，並宣布將停止提供一切經濟上的資助，讓漢娜一人獨立在布魯克林的格林波音特區（Greenpoint）生活。自此漢娜便與她的朋友們一起探索她們二十多歲的人生。 漢娜的朋友們由愛麗森·威廉斯、潔米瑪·柯克、柔夏·瑪美德、亞當·德萊佛和艾力克斯·卡波斯基等人飾演。

## 製作
莉娜·丹恩在2010年推出第二部長片電影《微型傢俱》（Tiny Furniture），她是該片的編劇、導演並同時演出女主角。《微型傢俱》在各影展中獲得良好的評價，並贏得數座獎項，包括西南偏南節（SXSW）的「最佳敘事長片」，以及2010年獨立精神獎的「最佳劇本處女作」。這部獨立製片電影的成功，讓丹恩得到與賈德․阿帕托合作HBO試播劇集的機會。阿帕托表示他被丹恩的想像力所吸引，並認為《女孩我最大》能讓男性看見「真實的女性」。
故事中主角漢娜遭遇到許多困境，其靈感是來自於丹恩的真實人生經驗；包括被父母切斷經濟援助、成為作家但卻做出錯誤抉擇等。影集中獨特和兼容並蓄的服裝設定風格，是來自於多間紐約的二手服飾精品店，包括布魯克林跳蚤市場（Brooklyn Flea）和潔米瑪·柯克母親開設的「Geminola」。
丹恩曾說到《女孩我最大》反映了一部分在1998年HBO影集《慾望城市》中沒有描寫到的人們。她說道：「影集《花邊教主》是一群青少年在上東城過著上流社會生活，而《慾望城市》則是關於一群已有成功事業和親密好友的女性試圖追求愛情與家庭生活。在這兩者之間有著一處尚未被關注的空洞。」在試播首集中刻意提到了《慾望城市》，這是製作人為了強調《女孩我最大》的出發點是來自劇中角色受到該影集的影響，並決定來到紐約追求夢想。丹恩表示她自己「就像同世代的每一位女生一樣，不停地反覆觀看那部影集。」
身為執行製作人的丹恩和珍妮佛·康娜（Jennifer Konner）是《女孩我最大》主要的負責人（showrunner），而丹恩也是影集的總編劇。阿帕托同時也是執行製作人之一，影集也以他開設的阿帕托製作公司（Apatow Productions）品牌推出。丹恩獨自或與其他編劇合作撰寫了第一季共十集的劇本，並執導了包含試播首集在內的其中五集。《女孩我最大》的第一季是在2011年4月至8月間拍攝。
2013年4月4日，飾演主要角色之一的演員克里斯多佛·艾伯特離開了劇組，根據報導指出他與丹恩在第三季進入製作階段時出現歧見。丹恩在2013年9月6日透過Instagram宣布《女孩我最大》的第三季已製作完成。第三季在2014年1月12日首播。

## 演員與角色

### 主要角色
- 莉娜·丹恩 飾演 漢娜·赫法斯（Hannah Horvath）：一個二十歲出頭、充滿抱負的作家，居住在紐約市布魯克林。父母在一次造訪時宣布將停止對她提供經濟資助。在要求僱主給付薪資遭到拒絕後，她意外地辭去了他的無薪實習工作。她試著在法律事務所擔任書記，失敗後來到了雷（Ray）管理的咖啡店工作。[20]
- 愛麗森·威廉斯 飾演 瑪妮·瑪麗·邁克斯（Marnie Marie Michaels）：漢娜最好的朋友，在第一季開始時兩人曾為室友。瑪妮和潔莎、查理和伊萊曾是漢娜在歐柏林學院的同班同學。瑪妮是一個負責任且認真的藝廊助理。在第一季大部份的故事中，瑪妮掙扎於是否要與大學時期至今的男友查理分手。在與查理主動與瑪妮分手後，她下定決心要讓兩人重新復合。當兩人終於重聚並經過一場復合性愛後，瑪妮告訴查理她依然想要結束這段關係。不久後瑪妮發現查理在分手的兩週後就已經有了新女友，使得她感到沮喪並開始懷疑自己。在與漢娜之間的一場情緒化爭吵後，瑪妮搬出了兩人同住的公寓，開始與潔莎和蘇珊娜同住。在〈怪胎也需要女朋友〉（Weirdos Need Girlfriends Too）一集中，瑪妮傾訴了他在14歲時就將第一次的性經驗給了當時的第一任男友，並自此之後就不斷的與不同的男性約會。在第二季的首集中，瑪妮因為任職的藝廊縮編而遭到裁員，並被迫接下餐廳服務生的工作來養活自己。[21]
- 潔米瑪·柯克 飾演 潔莎·喬韓森（Jessa Johansson）：波西米亞人，也是一個難以預測的環遊世界旅行者。她重新回到了紐約市，並成為表妹蘇珊娜的室友。潔莎原本預計進行墮胎手術，但在就診當天卻發現自己月事來潮。她接下了兩個女孩的保姆工作，但在兩個女孩的父親對她產生感情之後被開除。在第一季的結尾，她嫁給了創業投資家湯瑪士·約翰（Thomas John），並舉行了一場充滿意外插曲的結婚典禮。兩人在與湯瑪士父母共進了一頓不愉快的晚餐後分手。[22]。
- 柔夏·瑪美德 飾演 蘇珊娜·夏碧羅（Shoshanna Shapiro）：潔莎的21歲美國表親，在紐約大學主修數學。蘇珊娜是《慾望城市》系列影集的忠實愛好者，並在搬入公寓後張貼了該影集的海報。她曾經「最大的包袱」是自己依然是處女之身，但在第一季的最後一集中她與雷發生了關係。自此之後兩人開始約會。[23]
- 亞當·德萊佛 飾演 亞當·薩克勒（Adam Sackler）：漢娜的冷淡情人、業餘木匠，以及一位演員。亞當經常在住處公寓與漢娜發生性行為，但他們的關係在第一季中有著曲折的發展。與漢娜相同，當提到個人情緒和感受時，亞當會變得充滿戒心。在第一季的最後一集，亞當提出要搬到漢娜的公寓與她同居，但在對漢娜表示愛意卻沒有得到回應後與她分手。[24]
- 艾力克斯·卡波斯基 飾演 雷·普羅尚斯基（Ray Ploshansky，第二季至今，前為常設角色）[25]：查理的朋友。他負責管理一間咖啡店，並在之後給了漢娜一份店內的工作。雷經常被誤認為是猶太人，甚至曾有一名憤怒的女性對著他大喊歧視閃米特族的咒罵，使得他生氣地表示「我是希臘正教徒！」雷對查理非常保護，並在一開始曾拒絕幫助瑪妮讓兩人復合。在蘇珊娜意外地在一場銳舞派對上使用快克時，雷幫忙照顧了她，兩人並發展出一段關係。在第一季最後一集潔莎的婚禮後，蘇珊娜將第一次性經驗獻給了雷。在第二季開始時，蘇珊娜和雷開始約會。但雷對兩人的關係缺乏安全感，由於彼此年齡的差距（雷的年齡大於蘇珊娜12歲），以及雷實際上沒有居住的地方，因此不再蘇珊娜家過夜時他只能流落在外。在第三季的前期，雷與瑪妮之間發生了以性愛為主的關係。
- 安德魯·藍尼爾斯 飾演 伊萊·卡藍茲（Elijah Krantz，第四季，前為常設角色）[26]：漢娜在大學時期的前男友，但在之後對她出櫃揭露自己的同性戀性向。雖然漢娜曾有許多懷疑伊萊同性戀身份的理由，但她從未因在數年後才發現而生氣。伊萊在大學時也曾與瑪妮發生過性行為。而在第二季的首集中，伊萊為了想證明自己是雙性戀者而再度試圖與瑪妮發生性關係。伊萊在第一季的後段與漢娜成為室友，但在漢娜發現他與瑪妮之間的關係後將他趕出公寓。

### 常設角色
- 克里斯多佛·艾伯特 飾演 查理·達托羅（Charlie Dattolo，第一至二季）：瑪妮的前男友，兩人交往時瑪妮開始漸漸覺得無聊。分手後瑪妮試圖拜訪查理尋求復合機會，但卻因為從未去過查理的住所而遍尋不著。在一場回憶橋段中，揭露了他與瑪妮是在一場大學派對上遇見，而瑪妮當時吃下大麻布朗尼蛋糕後產生了不良反應。他在漢娜的日記中發現瑪妮認為他過度依賴且令人絕望，決定與瑪妮分手。之後兩人短暫復合，但這瑪妮成為提出分手的一方。在〈歡迎來到布希維克，又名快克意外〉（Welcome to Bushwick a.k.a. The Crackcident）一集中，查理已交往了名為奧黛麗（Audrey）的新女友。他和瑪妮在潔莎的意外婚禮中彼此撞見，兩人的關係似乎變得緩和許多。他和雷偶爾會以「可疑貨品」（Questionable Goods）的名義組成樂團進行演出。在第二季中，查理在創造並銷售智慧型手機程式「禁止」（Forbid）後獲得成功，該程式是利用收費方式來防止使用者用電話或簡訊聯絡前交往對象，這個程式的靈感來自於他和瑪妮之間的關係。瑪妮和查理在第二季結束時再度復合，但兩人的關係在第三季開始前就已結束。瑪妮在第三季中透露查理曾告訴她將向她求婚，但隨後帶著一名朋友來到兩人同居的公寓，收拾完所有個人物品後，對瑪妮說他並不愛她，且從來沒有愛過她之後一去不回。瑪妮也提到查理當初成功的事業已經崩盤，目前查理在一名木匠身邊擔任助理。
- 貝奇·安·貝克和彼得·斯科賴瑞 飾演 羅瑞恩和泰德·赫法斯（Loreen and Tad Horvath）：漢娜的父母，居住在密西根州東蘭辛市，兩人皆為教授。
- 強·葛萊瑟 飾演 拉德（Laird）：漢娜的鄰居，正在復原中的毒癮者。
- 柯林·昆恩 飾演 赫米（Hermie）：雷在咖啡店的老闆，宣稱自己將因疾病死去。
- 唐納·葛洛夫 飾演 山迪（Sandy）：漢娜的共和黨前男友，在她與亞當分手後兩人開始約會。伊萊因為山迪的政治立場而討厭他，山迪的政治立場最終成為他和漢娜分手的原因之一。
- 凱絲琳·漢恩和詹姆士·里葛洛斯 飾演 凱薩琳和傑夫·雷尤特（Katherine and Jeff Lavoyt）：潔莎擔任保姆照顧的兩個女孩之父母。凱薩琳是一位紀錄片導演，傑夫則在待業中。傑夫和潔莎發展出了一段感情關係，最後被凱薩琳介入阻止。潔莎被開除後，凱薩琳前來拜訪並願意讓她重新擔任保姆。雖然最後兩人決定不再見面，但彼此之間敞開心房談論了傑夫與潔莎的不成熟。
- 理查·馬瑟 飾演 瑞奇·格萊特（Rich Glatter）：漢娜在法律事務所的老闆，對漢娜和其他女同事有著性騷擾的行為。
- 克里斯·奥多德 飾演 湯瑪士·約翰（Thomas John）：一位富有的創業投資家。在稍早一場與潔莎和瑪妮之間不愉快的相遇後，他最後在第一季結尾與潔莎結婚，並舉行了一場令眾人意外的婚禮。在兩人和湯瑪士父母一場不愉快的晚餐後分手。
- 喬馬·塔康 飾演 布斯·強納森（Booth Jonathan）：瑪妮在藝廊工作中遇見的一位概念藝術家。當布斯與瑪妮首次見面時，他向她保證兩人最後一定會發生性關係。第二季中，瑪妮在擔任服務生時再次碰見了布斯，之後布斯帶瑪妮回到他的公寓，並向她展示自己的藝術作品，兩人並發生關係。在劇集〈男孩們，〉（Boys,）中，布斯請瑪妮在一場同行藝術家的派對中擔任接待員。布斯欲支付瑪妮500美元的薪水，但瑪妮認為兩人是約會關係而拒絕收下。布斯告訴瑪妮自己現在並沒有女友，否定了兩人之間的約會關係。在一場激烈的對話後，瑪妮在羞憤的情緒下離開布斯的家。
- 約翰·卡麥隆·米歇爾 飾演 大衛·普瑞斯勒-苟因斯（David Pressler-Goings）：漢娜電子書的責任編輯。性向不明，曾在第三季〈她說沒問題〉（She Said OK）一集中下載同志手機交友軟體「Grindr」。他在〈內心已死〉（Dead Inside）一集中意外身亡，漢娜在喪禮上才發現他有一位結婚已久的妻子。
- 凡妮莎·瑞 飾演 海瑟·崔維斯（Heather Travis）：漢娜的高中老朋友，刻板印象中典型的金髮傻女，她在家鄉的咖啡店工作。海瑟搬到洛杉磯試圖成為一名舞者，而漢娜卻在心裏暗自嘲笑她。

## 劇集
| 季 | 季 | 集數 | 首播日期      | 首播日期      | DVD和藍光發行日期 | DVD和藍光發行日期 | DVD和藍光發行日期 | DVD和藍光發行日期 |      |
| 季 | 季 | 集數 | 首播          | 完結          | 1區               | 2區               | 3區               | 4區               |      |
| -- | -- | ---- | ------------- | ------------- | ----------------- | ----------------- | ----------------- | ----------------- | ---- |
|    | 1  | 10   | 2012年4月15日 | 2012年6月17日 | 2012年12月11日    | 2013年2月4日      | 2014年2月27日     | 2012年12月12日    |      |
|    | 2  | 10   | 2013年1月13日 | 2013年3月17日 | 2013年8月13日     | 2013年8月12日     | 未定              | 2013年10月23日    |      |
|    | 3  | 12   | 2014年1月12日 | 2014年3月23日 | 未定              | 未定              | 未定              | 未定              |      |
|    | 4  | 10   | 2015年1月11日 | 2015年3月22日 | 未定              | 未定              | 未定              | 未定              |      |
|    | 5  | 10   | 2016年2月21日 | 2016年4月17日 | 未定              | 未定              | 未定              | 未定              | 未定 |
|    | 6  | 10   | 2017年2月12日 | 2017年4月16日 | 未定              | 未定              | 未定              | 未定              |      |

## 評價

### 第一季
在評論集計網站Metacritic上，《女孩我最大》第一季獲得了基於29則評論平均87分的評價。該網站也將《女孩我最大》列為2012年開播的影集中評價最高的作品。《時代》雜誌的詹姆士·龐尼沃茲克（James Poniewozik）大力讚揚了《女孩我最大》，認為影集「生猛、大膽、細膩獨特且豐富，且極度有趣。」《好萊塢報導》的提姆·古德曼（Tim Goodman）稱讚《女孩我最大》是「近年來最具原創性、最一針見血的影集之一。」古德曼在西南偏南節（SXSW）的試映會上看過前三集後，表示影集呈現並傳達了「真實的女性友誼、抗拒成為大人的過程、感情關係間的細微差異、性生活、自我崇拜、身體形象、在現今科技使人彼此疏遠之世界中的親密關係，以幽默和辛辣交織而成，是一份對紐約生活與金錢、當代親子關係的觀察報告。」《紐約時報》的評論也十分正面，並提到「《女孩我最大》或許是千禧年世代對《慾望城市》的反思，但就如同FX的《路易》和HBO的《人生如戲》一般，第一季呈現出了殘酷直接的觀察，同時也無可救藥的詼諧風趣。」
但在眾多的正面讚賞之外，不少評論家也批評了劇中的角色形象。Gawker的約翰·庫克（John Cook）對《女孩我最大》提出了強烈批判，他將影集形容為「一部於關於上流社會人們的孩子和爛音樂和Facebook和認識自己有多難和《Thought Catalog》和傳染性性病和極儘所能不停戲劇化你自己的人生並同時假裝自己深刻了解這種自我戲劇化行為本身的空洞和自戀的電視節目。」女性運動網站Womanist-Musings.com的芮妮·馬汀（Renee Martin）形容影集是「關於一群享受社會特權的乏味女性，並不停哀嚎著被迫對自己絲毫不負責任的人生負責。」

### 提名與獲獎
| 年份   | 獎項                   | 類別                         | 獲提名者       | 結果 | 備註                 |
| ------ | ---------------------- | ---------------------------- | -------------- | ---- | -------------------- |
| 2012年 | 第2屆電視影評人選擇獎  | 最佳喜劇影集                 | 《女孩我最大》 | 提名 |                      |
| 2012年 | 第2屆電視影評人選擇獎  | 最佳喜劇影集女主角           | 莉娜·丹恩      | 提名 |                      |
| 2012年 | 第28屆電視評論家協會獎 | 最佳新節目                   | 《女孩我最大》 | 提名 |                      |
| 2012年 | 第28屆電視評論家協會獎 | 喜劇類個人成就               | 莉娜·丹恩      | 提名 |                      |
| 2012年 | 第64屆黃金時段艾美獎   | 最佳喜劇                     | 《女孩我最大》 | 提名 |                      |
| 2012年 | 第64屆黃金時段艾美獎   | 喜劇類最佳女主角             | 莉娜·丹恩      | 提名 | 劇集〈She Did〉      |
| 2012年 | 第64屆黃金時段艾美獎   | 喜劇類最佳執導               | 莉娜·丹恩      | 提名 | 劇集〈She Did〉      |
| 2012年 | 第64屆黃金時段艾美獎   | 喜劇類最佳編劇               | 莉娜·丹恩      | 提名 | 劇集〈Pilot〉        |
| 2012年 | 第64屆黃金時段艾美獎   | 喜劇類最佳選角               | 珍妮佛·尤斯頓  | 獲獎 |                      |
| 2012年 | 第17屆衛星獎           | 最佳喜劇或音樂電視影集       | 《女孩我最大》 | 提名 |                      |
| 2012年 | 第17屆衛星獎           | 最佳喜劇或音樂電視影集女主角 | 莉娜·丹恩      | 提名 |                      |
| 2012年 | 第65屆美國編劇工會獎   | 最佳喜劇影集                 | 影集編劇       | 提名 |                      |
| 2012年 | 第65屆美國編劇工會獎   | 最佳新影集                   | 影集編劇       | 獲獎 |                      |
| 2012年 | 女性形象網路獎         | 最佳女性撰寫電影或電視節目   | 莉娜·丹恩      | 待定 |                      |
| 2012年 | 女性形象網路獎         | 最佳女性執導電影或電視節目   | 莉娜·丹恩      | 待定 |                      |
| 2012年 | 皮博迪獎               |                              | 《女孩我最大》 | 獲獎 |                      |
| 2013年 | 第70屆金球獎           | 最佳音樂或喜劇類電視劇       | 《女孩我最大》 | 獲獎 |                      |
| 2013年 | 第70屆金球獎           | 最佳音樂或喜劇類電視劇女主角 | 莉娜·丹恩      | 獲獎 |                      |
| 2013年 | 第65屆美國導演工會獎   | 最佳喜劇類電視劇執導         | 莉娜·丹恩      | 獲獎 | 劇集〈Pilot〉        |
| 2013年 | 藝術指導公會獎         | 半小時單鏡電視劇劇集         | 朱蒂·貝克      | 獲獎 | 劇集〈Pilot〉        |
| 2013年 | 英國學術電視獎         | 國際獎                       | 《女孩我最大》 | 獲獎 |                      |
| 2013年 | 第65屆黃金時段艾美獎   | 最佳喜劇                     | 《女孩我最大》 | 提名 |                      |
| 2013年 | 第65屆黃金時段艾美獎   | 喜劇類最佳女主角             | 莉娜·丹恩      | 提名 | 劇集〈Bad Friend〉   |
| 2013年 | 第65屆黃金時段艾美獎   | 喜劇類最佳男配角             | 亞當·德萊佛    | 提名 | 劇集〈It's Back〉    |
| 2013年 | 第65屆黃金時段艾美獎   | 喜劇類最佳執導               | 莉娜·丹恩      | 提名 | 劇集〈On All Fours〉 |
| 2013年 | 第65屆黃金時段艾美獎   | 喜劇類最佳選角               | 珍妮佛·尤斯頓  | 提名 |                      |
| 2014年 | 第71屆金球獎           | 最佳音樂或喜劇類電視劇       | 《女孩我最大》 | 提名 |                      |
| 2014年 | 第71屆金球獎           | 最佳音樂或喜劇類電視劇女主角 | 莉娜·丹恩      | 提名 |                      |

## 播映
《女孩我最大》於2012年4月15日在美國HBO頻道首播。影集的前三集曾在2012年3月12日於西南偏南節（SXSW）舉行試映。2012年4月30日，HBO預訂了《女孩我最大》的第二季共10集。
2014年1月7日，《女孩我最大》第三季的首映典禮在紐約市林肯中心的玫瑰劇院（Rose Theater）舉行出席者包括模特兒卡莉·克劳斯、凱倫·艾森（Karen Elson）、希拉蕊·羅達（Hilary Rhoda）；設計師尼可·米勒（Nicole Miller）、辛希亞·勞利（Cynthia Rowley）、柴克·波森（Zac Posen）；以及雜誌編輯安娜·溫特和喬安娜·柯爾（Joanna Coles）和艾米·艾斯利（Amy Astley）等人，典禮後派對在艾倫廳（Allen Room）舉行，由HBO和電影協會（Cinema Society）共同主辦。

### 國際播映
| 國家       | 電視網              | 首播日期       | 來源   |
| ---------- | ------------------- | -------------- | ------ |
| 阿拉伯世界 | OSN                 | 2012年9月7日   | [ 51 ] |
|            | Showcase            | 2012年5月28日  | [ 52 ] |
| 比利时     | Prime               | 2012年7月18日  | [ 53 ] |
| 巴西       | HBO Brasil          | 2012年7月23日  | [ 54 ] |
| 加拿大     | HBO Canada          | 2012年4月15日  |        |
| 加拿大     | Super Écran（法語） | 2012年8月19日  | [ 55 ] |
| 丹麦       | HBO Nordic          | 2012年12月15日 |        |
| 丹麦       | DR3                 | 2013年1月31日  |        |
| 法國       | Orange ciné max     | 2012年9月18日  | [ 56 ] |
| 芬兰       | C More              | 2012年5月19日  |        |
| 芬兰       | HBO Nordic          | 2012年12月12日 |        |
| 芬兰       | Yle TV2             | 2013年2月8日   |        |
| 德国       | Glitz*              | 2012年10月     | [ 57 ] |
| 匈牙利     | HBO Hungary         | 2012年6月5日   | [ 58 ] |
| 冰島       | Stöð 2              | 2012年6月      | [ 59 ] |
| 以色列     | Yes Oh              | 2012年5月      | [ 60 ] |
| 義大利     | MTV Italia          | 2012年10月10日 |        |
| 新西兰     | SoHo                | 2012年5月      | [ 61 ] |
| 荷蘭       | HBO Netherlands     | 2012年4月16日  |        |
| 挪威       | C More              | 2012年5月19日  | [ 62 ] |
| 挪威       | NRK                 | 2013年1月22日  | [ 63 ] |
| 波蘭       | HBO Poland          | 2012年7月30日  | [ 64 ] |
| 葡萄牙     | TVSéries            | 2012年8月26日  |        |
| 西班牙     | C More              | 2012年6月      | [ 65 ] |
| 瑞典       | C More              | 2012年5月19日  | [ 66 ] |
| 瑞典       | SVT2                | 2013年2月16日  |        |
| 臺灣       | HBO Asia            | 2012年11月6日  | [ 67 ] |
| 土耳其     | Dizimax Comedy      | 2012年11月1日  | [ 68 ] |
| 英国       | Sky Atlantic        | 2012年10月22日 | [ 69 ] |

## 外部連結
- 官方网站
- 互联网电影数据库（IMDb）上《女孩我最大》的资料（英文）
- TV.com上的《女孩我最大（页面存档备份，存于）》